# G-quàdruplex

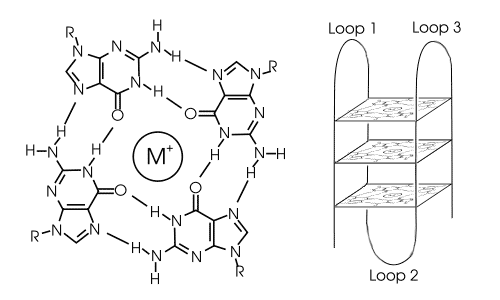
Estructura d'un G-quàdruplex. Esquerra: la G-tètrada. Dreta: G-quàdruplex intramolecular.

Les seqüències d'àcids nucleics riques en guanina són capaces de formar estructures de quatre cadenes anomenades G-quàdruplexos (també anomenats G-tètrades o G₄-ADN). Aquestes estructures consisteixen en un arranjament en quadrat de guanines (una tètrada) estabilitzat per enllaços d'hidrogen. També són estabilitzades per l'existència de cations monovalents (especialment potassi) al centre de les tètrades. Poden estar formades per ADN, ARN, ALN i APN, i poden ser intramoleculars, bimoleculars o tetremoleculars. Segons la direcció de les cadenes o parts de la cadena que formen les tètrades, les estructures es poden descriure com a paral·leles o antiparal·leles.